# Onconventionele oorlogvoering
Onconventionele oorlogvoering is het tegenovergestelde van conventionele oorlogvoering. Waar bij conventionele oorlogvoering geprobeerd wordt de militaire capabiliteiten van de tegenstander uit te schakelen is onconventionele oorlogvoering een poging tot het winnen van een oorlog door middel van methoden zoals capitulatie of clandestine hulp aan een van de zijden van een conflict. Het doel is om de vijand ertoe te bewegen de strijd op te geven, hoewel die vijand wel in staat is om te blijven vechten.
In tegenstelling tot conventionele oorlogvoering zijn de doelen en middelen geheim of onduidelijk en de tactieken en wapens intimiderend en subversief.
Onconventionele oorlogvoering omvat onder meer:
- het opzetten en steunen van rebellenbewegingen die guerrilla-oorlog tegen vijandige regimes kunnen voeren
- politiek ondermijnen van een vijandige staat
- sabotage
- het vergaren van inlichtingen